# Sega Net Link
Sega Net Link (también llamado Sega Saturn Net Link) es un periférico para la consola de juegos Sega Saturn para proporcionar a los usuarios de Saturn acceso a Internet y acceso al correo electrónico a través de su consola. La unidad fue lanzada en octubre de 1996. El Sega Net Link consiste en un módem de 28.8 kbit/s que encaja en el puerto de cartuchos de la Saturn, el cual contiene un chip personalizado que le permite interactuar con el Saturn, y un navegador desarrollado por Planetweb, Inc.
El Net Link se conectaba a Internet a través de servicios de acceso telefónico estándar. A diferencia de otros servicios de juegos en línea en los EE. UU., uno no se conecta a un servicio central, sino que le dice al módem de acceso telefónico conectado a la ranura del cartucho de Saturn que llame a la persona con quien desea jugar. Dado que no requiere servidores para operar, el servicio puede operar siempre que al menos dos usuarios tengan el hardware y el software necesarios, así como una línea telefónica.
Sin embargo, en Japón, los jugadores se conectaron a través de un servicio centralizado conocido como SegaNet, que luego se desconectaría y se convertiría para el uso de Dreamcast.

## Historia
De acuerdo con Yutaka Yamamoto, el director de nueva tecnología de Sega of America, el diseño de Saturn le permitió acceder a Internet únicamente a través del software: "Los ingenieros de Sega siempre sintieron que la Saturn sería buena para aplicaciones multimedia y juegos. Así que desarrollaron un núcleo en el sistema operativo para soportar tareas de comunicaciones ".
Si bien Net Link no fue el primer accesorio que permitió a los jugadores de consola en Norteamérica jugar videojuegos en línea (ver juegos de consola en línea), fue el primero en permitir que los jugadores usaran su propio proveedor de servicios de Internet (ISP) para conectarse.[cita requerida] Si bien Sega recomendó que los jugadores usen Concentric, Sega Net Link permitió a los jugadores elegir cualquier ISP que estuviera dentro de sus especificaciones técnicas. El dispositivo fue capaz de conectarse a una conexión de 28.8kilobit/s en América y 14.4 kbit / s en Japón.[cita requerida] Sin embargo, sufrió limitaciones de memoria; La RAM estática del módem solo puede almacenar información de cuenta y marcadores, dejando solo la RAM interna limitada de la Saturn para cualquier información descargada. Esto hace que sea imposible descargar clips de audio o video, guardar mensajes de correo electrónico o poner en caché las páginas web previamente cargadas.
En Japón, Net Link requería el uso de tarjetas inteligentes con créditos prepagos. El Saturn tenía una unidad de disquete y un convertidor de cable de impresora (ambos, solo Japón) que podían usarse con el Net Link. Se incluyó un navegador web de Planetweb, y un adaptador de mouse y teclado estaban disponibles para simplificar la navegación. Sega también lanzó un ratón dedicado Saturn y un teclado Saturn. Además, para permitir a los usuarios navegar solo con el joypad del Saturn, Sega produjo una serie de CD que contienen cientos de direcciones de sitios web. El navegador incluía una función de aumento de espacio.
El navegador Planetweb fue escrito en C, y se ejecuta en solo 570 KB, mientras que un navegador de PC típico de la época consumió aproximadamente 6 MB. En ese momento, la mayoría de las pantallas de televisión funcionaban a una resolución más baja que los monitores de computadora, por lo que el navegador usaba suavizado para suavizar los bordes de los caracteres de texto en pantalla.
Se lanzaron cinco juegos que soportaban el NetLink. Con un lanzamiento de 15,000 yenes en Japón y US$199 en los EE. UU., Se consideró muy económico en comparación con los servicios en línea de la competencia. Fue subcampeón del Mejor Periférico de Electronic Gaming Monthly de 1996 (detrás del controlador analógico Saturn). A pesar de la emoción de los medios por el dispositivo y su prominente aparición en la campaña de marketing de Sega, menos del 1% de los propietarios de Saturn compraron el NetLink en 1996. Durante su vida útil, se vendieron aproximadamente 50,000 unidades NetLink en América del Norte, la mitad de la meta original de Sega. Sega of America donó otras 1,100 unidades a escuelas, en asociación con el grupo sin fines de lucro Projectneat.
En 2017, los fanáticos pudieron hacer que el Netlink funcione como una conexión moderna de alta velocidad con Voip.

## Net Link Zone
La Net Link Zone se conectó a un servidor de Internet Relay Chat irc.sega.com que se cambió al servidor irc0.dreamcast.com en el lanzamiento de Dreamcast de Sega. Estos servidores fueron ejecutados originalmente por los empleados de Sega, pero fueron entregados por los usuarios de chat de Net Link, Leo Daniels y Mark Leatherman.

## Sucessor
SegaNet se lanzó en 2000 para Dreamcast, que lleva el mismo nombre en Japón. La contraparte europea se llamaba Dreamarena.

## Juegos compatibles con Net Link
- Daytona USA CCE Net Link Edition
- Duke Nukem 3D
- Saturn Bomberman
- Sega Rally
- Virtual On